# Le chemin est le bonheur
Albums de Alain Chamfort
Impromptu dans les jardins du Luxembourg
(2005) Ce qui reste, c'est l'air. Intégrale 1966/2007
(2007)
Le chemin est le bonheur est une compilation sortie en 2006 en deux disques compacts regroupant les titres d'Alain Chamfort sortis de 1976 à 2006. De cette compilation, on retrouve certains titres inédits en disque compact comme Mariage à l'essai ou Seul à la fin. Il s'est vendu à 5 800 exemplaires.

## Titres
| 1.  | Mariage à l'essai                       |  |
| 2.  | Joujou à la casse                       |  |
| 3.  | Baby Lou                                |  |
| 4.  | Seul à la fin (Inédit CD)               |  |
| 5.  | Manureva (Single Edit)                  |  |
| 6.  | Géant                                   |  |
| 7.  | Palais Royal                            |  |
| 8.  | Bambou (Single Edit)                    |  |
| 9.  | Paradis                                 |  |
| 10. | Chasseur d'ivoire                       |  |
| 11. | Bons baisers d'Ici                      |  |
| 12. | Rendez-vous (Single Edit)               |  |
| 13. | L'Infidèle                              |  |
| 14. | Traces de toi (Single Edit)             |  |
| 15. | La Fièvre dans le sang (Single Edit)    |  |
| 16. | Revenir avec vous                       |  |
| 17. | Déchaîne-moi (Single remix / inédit)    |  |
| 18. | Le plus grand chapiteau du monde (Live) |  |
| 19. | Amour année zéro (Live)                 |  |

| 1.  | Souris puisque c'est grave (Single Inédit)         |  |
| 2.  | L'Amour Samplé (Single Inédit)                     |  |
| 3.  | Ce ne sera pas moi                                 |  |
| 4.  | L'Ennemi dans la Glace (Single Edit)               |  |
| 5.  | Mens                                               |  |
| 6.  | Clara Veut La Lune                                 |  |
| 7.  | Vu Du Ciel                                         |  |
| 8.  | Qu'Est-Ce Que T'As Fait D'Mes Idées Noires?        |  |
| 9.  | Tombouctou (Single Remix)                          |  |
| 10. | Les Majorettes                                     |  |
| 11. | Ce N'Est Que Moi                                   |  |
| 12. | Ca Ne Fait Rien                                    |  |
| 13. | Le Grand Retour                                    |  |
| 14. | Sinatra (Live)                                     |  |
| 15. | Les Spécialistes (Live)                            |  |
| 16. | Les Beaux Yeux De Laure                            |  |
| 17. | La Plainte Du Blessé Leger (A L'Orgue De Barbarie) |  |